# Aechmea involucrata
Aechmea involucrata är en gräsväxtart som beskrevs av Éduard-François André. Aechmea involucrata ingår i släktet Aechmea och familjen Bromeliaceae. Inga underarter finns listade i Catalogue of Life.

## Bildgalleri

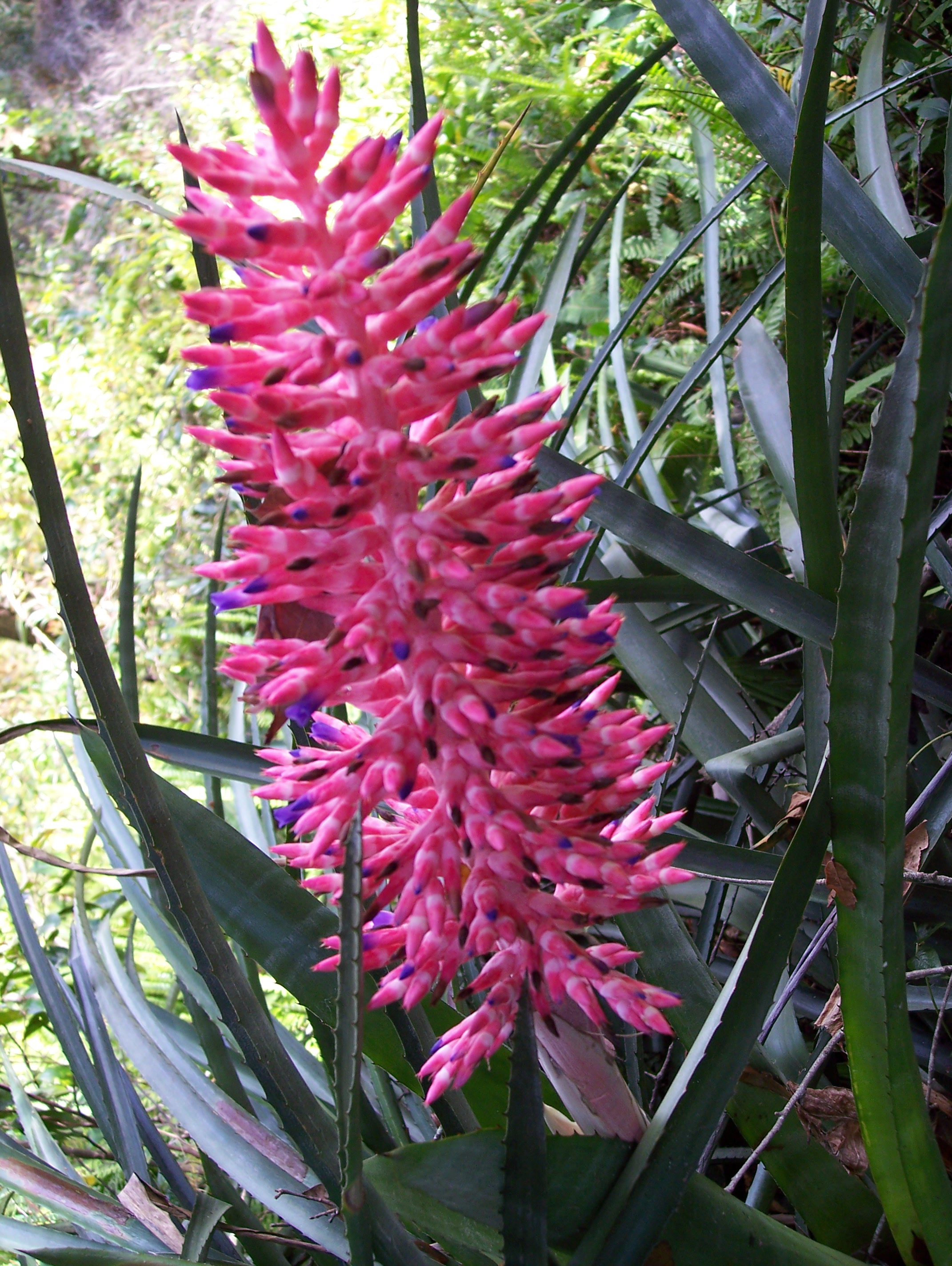
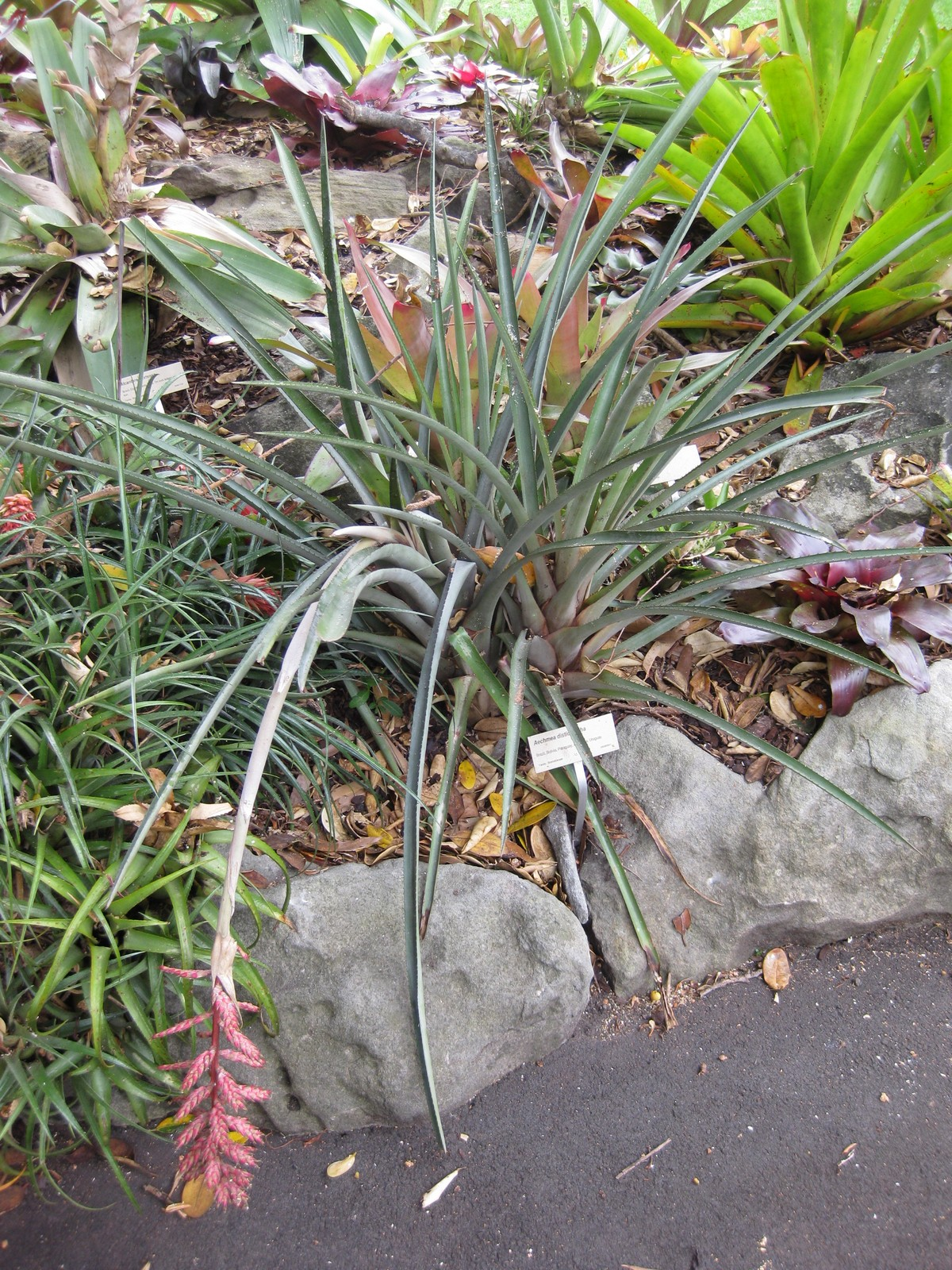
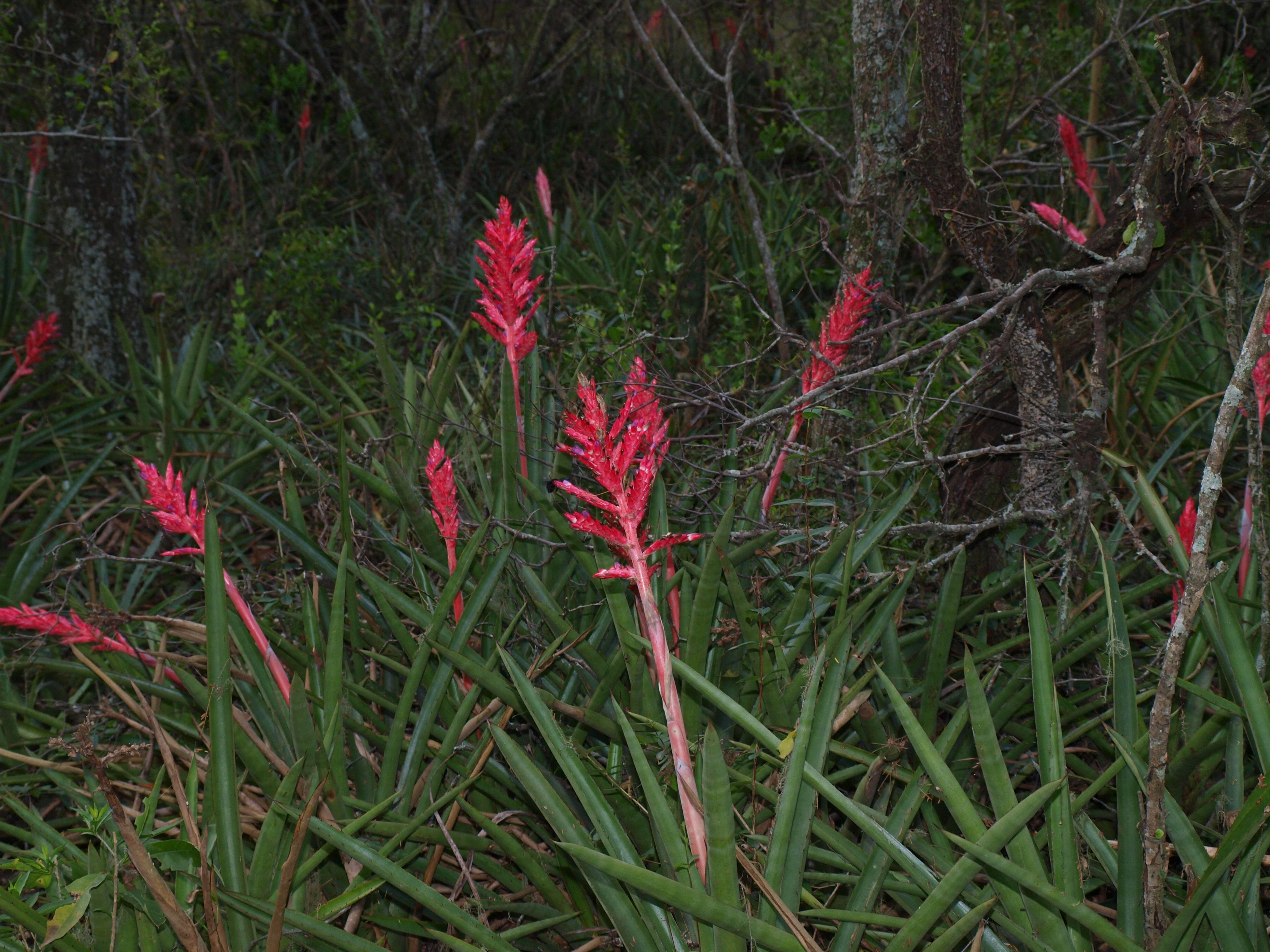